# Pteropus gilliardorum
Pteropus gilliardorum là một loài động vật có vú trong họ Dơi quạ, bộ Dơi. Loài này được Van Deusen mô tả năm 1969.